# Костел Святого Йосифа (Полупанівка)
Костел Святого Йосифа в Полупанівці — римсько-католицька церква в селі Полупанівці Тернопільської области України.

## Відомості
- 1894 — споруджено філіальний мурований костел.
- 1913 — утворено пафіяльну експозитуру, яка в 1925 р. стала парафією.
- 1921 — реставровано інтер'єр костелу.
- 1957—1989 — радянська влада перетворила святиню в музей.
- 18 березня 1989 — повернутий храм освячено.
- 1990—1991 — перебудований.
- 16 липня 2004 — храм став санктуарій Матері Божої Святого Скапулярію.
- 17 жовтня 2010 — архієпископ Мечислав Мокшицький освятив Хресну дорогу, яку спорудили за кошти вірян.